# Magnehultesjön
Magnehultesjön är en sjö i Finspångs kommun i Östergötland och ingår i Nyköpingsåns huvudavrinningsområde. Sjön har en area på 0,755 kvadratkilometer och ligger 62,3 meter över havet. Sjön avvattnas av vattendraget Magnehulteån (Venån).

## Delavrinningsområde
Magnehultesjön ingår i det delavrinningsområde (652100-151353) som SMHI kallar för Mynnar i Hunn. Medelhöjden är 79 meter över havet och ytan är 15,97 kvadratkilometer. Det finns ett avrinningsområde uppströms, och räknas det in blir den ackumulerade arean 53,48 kvadratkilometer. Magnehulteån (Venån) som avvattnar avrinningsområdet har biflödesordning 3, vilket innebär att vattnet flödar genom totalt 3 vattendrag innan det når havet efter 116 kilometer. Avrinningsområdet består mestadels av skog (88 procent). Avrinningsområdet har 1,17 kvadratkilometer vattenytor vilket ger det en sjöprocent på 7,3 procent.